# NGC 4759A
NGC 4759A este o galaxie lenticulară situată în constelația Fecioara. A fost descoperită în 25 martie 1786 de către William Herschel. Se află la o distanță de 51,3 de megaparseci de Pământ.